# Raimundo Meneses de Carvalho
Raimundo Meneses de Carvalho foi um político brasileiro.
Foi 2º vice-presidente da província do Piauí, de 9 de janeiro a 27 de fevereiro de 1878.